# Портрет Михаила Андреевича Шкапского
«Портрет Михаила Андреевича Шкапского» — картина Джорджа Доу и его мастерской из Военной галереи Зимнего дворца.
Картина представляет собой погрудный портрет генерал-майора Михаила Андреевича Шкапского из состава Военной галереи Зимнего дворца.
К началу Отечественной войны 1812 года генерал-майор Шкапский был шефом Старооскольского пехотного полка, состоял в 3-й Западной армии и был в боях против вспомогательного австро-саксонского корпуса в Волынской губернии, за боевые отличия при изгнании противника из пределов Российском империи был награждён орденом Св. Георгия 3-го класса. Во время Заграничного похода 1813 года сражался в Польше, Силезии и Саксонии. В кампании Ста дней командовал 2-й бригадой 22-й пехотной дивизии и вновь совершил поход во Францию, во время которого скончался.
Изображён в генеральском вицмундире, введённом для пехотных генералов 7 мая 1817 года — из-за смерти в 1815 году он такой мундир носить не мог и ему был положен общегенеральский мундир образца 1808 года с двумя рядами пуговиц. Справа на груди крест Св. Георгия 4-го класса, серебряная медаль «В память Отечественной войны 1812 года» на Андреевской ленте и бронзовая дворянская медаль «В память Отечественной войны 1812 года» на Владимирской ленте. Подпись на раме: М. А. Шкапскiй, Генералъ Маiоръ.
Награды изображены с ошибками и пропусками; так, например, слева на груди не показана звезда ордена Св. Анны 1-й степени, которой Шкапский был награждён в 1812 году, также отсутствует шейный крест ордена Св. Владимира, пожалованный ему в 1811 году; вместо нагрудного креста ордена Св. Георгия 4-й степени должен быть изображён шейный крест этого ордена 3-й степени; бронзовая дворянская медаль на Владимирской ленте изображена ошибочно, поскольку Шкапский из-за своей ранней смерти не успел её получить; кроме того, Шкапский имел шведский Военный орден Меча, который также не изображён на портрете.
7 августа 1820 года Шкапский был включён в список «генералов, заслуживающих быть написанными в галерею» и 25 июля 1822 года император Александр I приказал написать его портрет. Поскольку Шкапский скончался в 1815 году, то были предприняты розыски его портрета для копирования, который был найден. Гонорар Доу был выплачен 29 декабря 1824 года и 10 августа 1825 года. Готовый портрет был принят в Эрмитаж 7 сентября 1825 года. Возможный портрет-прототип современным исследователям неизвестен.